# 倉敷市芸文館
1. ・ホール内観（客席から見たステージ）
2. ・ホール内観（ステージから見た客席）
3. ・ホワイエ
4. ・エントランスホール
5. ・別角度からの建物外観 等

倉敷市芸文館（くらしきしげいぶんかん、Kurashiki Geibunkan）は、岡山県倉敷市中央1丁目にある多目的ホール。

## 概要
倉敷美観地区の南側に隣接する当施設は、1993年（平成5年）に建てられた演劇・コンサート中心の中規模ホールである。郷土が生んだ将棋棋士・大山康晴十五世名人の記念館を併設し、周辺は都市型公園として整備され市民の憩いの場となっている。
ホールは、単層バルコニー形式、885席で、演劇、クラシック音楽、軽音楽コンサート等に利用される。客席の大きさ・間隔にもゆとりを持たせ、奥行きを短くすることで臨場感を演出している。演劇ホールとしての残響時間は1.1秒、音楽ホールとしては音響反射板を設置し1.3秒になる。
小ホール「アイシアター」の定員は200名で、演劇、音楽など、各市民団体やアマチュア団体の小規模の公演や練習場として利用されている。
その他の設備として、第一練習室にはカワイのグランドピアノGL-10（令和3年1月19日まではスタインウェイのグランドピアノ）、第二練習室は鏡とバレエバーが設置されている。また、301和室会議室は将棋の女流タイトル戦である大山名人杯倉敷藤花戦の対局場となる。
同施設の地下駐車場部分を日本パーキング、それ以外の部分を倉敷市の外郭団体である財団法人倉敷市文化振興財団（アルスくらしき）が、それぞれ倉敷市の指定管理者として運営している。

### 建物
- 所在地 倉敷市中央1-18-1
- 開館年月 1993年（平成5年）10月
- 構造 RC造 一部SRC造 地上4階 地下1階
- 敷地面積 17,000m²（20,800）
- 建築面積 5,570m²
- 延床面積 11,275m²（15,467）
- 設計 浦辺設計
- 施工 藤木工務店倉敷支店・風早興業JV

### 館内設備
- ホール - 定員885人（内車椅子席6席）、間口16m、高さ10m、奥行18m
- 楽屋 - 6室
- アイシアター - 定員200人
- 練習室 - 2室
- 会議室 - 7室（和室4・洋室3）

## アクセス
- 倉敷駅南口から徒歩で駅前中央通りを直進（南進）し約15分
- 倉敷駅南口から市役所・吉岡方面行きバス（南口バス乗り場3・4番）で中央2丁目下車

## 近隣ホール
- 倉敷市民会館 - 当館からも徒歩圏内の1996席を有する多目的ホール。市民会館が いわゆる「大ホール」に該当することから、「中ホール」相当の当館とは 利用目的によって補完関係にあるとも言える。
- 倉敷公民館 - 鶴形山の南隣、美観地区にあり、周辺ではもっとも古いホール。387席の大ホールや音楽図書室等を備える。